# 單配偶制
單配偶制（英語：Monogamy），简称单偶制，就人类而言主要指一個人（一生中或任何一刻）只有一個性別配偶的婚姻关系，以及相應社會建制，与多配偶制相对。在僅容許異性結婚的社會中體現為一夫一妻制，也是當前各地所有合法实施的同性婚姻的样式。或稱單一伴侶關係，可指一個人只有一個伴侶的亲密关系，與非單配偶制相對。
單配偶制在動物學指某種動物不會在同一個時間，與多於一名配偶交配。不同學科的科學家在研究不同動物關係時所指的單配偶制的定義各有所不同，所以有必要先明白該詞在不同情況下所涉的不同定義。生物學家、生物人類學家和行為生態學家所指的單配偶制是指「性關係單配偶制」，而不「基因單配偶制」。

## 分类
現代生物研究員多利用進化論來研究人類和非人類動物界中的單配偶制，並提出以下四種分別：
- 婚姻單配偶制：指兩人之間的婚姻制度；
- 社交單配偶制：在動物界指伴侶一同生活，在如棲息環境、食物等基本生活資源運用上互相扶持（關係不涉合兩者有否發展性行為或繁殖配偶），在人類能比喻為單配偶婚姻關係；
- 性關係單配偶制：指兩人只會互相，並不會與第三者發生性行為；[2]
- 基因單配偶制：指兩者經DNA研究發現只會與對方進行繁殖。

文化人類學家、社會人類學家和其他社會學家所指的單配偶制是指「社交單配偶制」和「婚姻單配偶制」。 婚姻單配偶制可再細分為：
1. 古典式單配偶制：一生中只會與一人存有婚姻關係；
2. 連續式單配偶制：任何一個時候只會與一人存有婚姻關係，有別於重婚或多配偶制。

有關人類的婚姻關係是法學中的一科。在哲學科中亦有不同的學科，例如：哲學人類學、宗教哲學和神學都有特別關注有關題目。

## 人類的單配偶制

### 社交單配偶制
根據《人種學圖集》（Ethnographic Atlas Codebook），世界上1,231個不同大小的社群中：186個奉行單配偶制、453個偶爾奉行一夫多妻制、588個經常奉行一夫多妻制，另有4個奉行一妻多夫制。 但有關研究未有考慮各社群的相對人口、和大部份在單配偶制度下已結婚，但自視為的多配偶制者，在容忍度較高的社會實際參與多配偶制的數量。
在多個單配偶制的社群中，離婚安排並不困難。在多個西方社會裡，離婚率接近五成。選擇再婚的人平均會再婚三次。「接力單配偶制」是就指那些離婚後再婚的制度，他們雖然有多重婚姻，但在任何一個時間只有一個合法配偶。這亦可以被視為「複數交配」，我們可以在加勒比海、毛里裘斯和巴西的一些由女性當家的社群中觀察到。這些社群中時有出現輪換未婚伴侶的情況。有關情況佔「單配偶制」的比重為16-24%。

### 性關係單配偶制
性關係單配偶制的頻率大概可視為已婚人士中，不會與第三者發生性關係的百份比。《跨文化標準樣本》（Standard Cross-Cultural Sample）形容有超過50個工業時代前的文化社群中，參與婚外性行為的情況有男有女。《樣本》指出調查中有6個文化社群中的男性「普遍」參與婚外性行為、「中度」參與有29個社群、6個「間中」和10個「不普遍」；而有6個文化社群中的女性「普遍」參與婚外性行為、「中度」參與有23個社群、9個「間中」和15個「不普遍」。有關數據支持不同文法和性別都出現婚外性行為的推論。
最近在非西方國家進行的調查發現，文化和性別在婚外性行為的差異。一份在泰國、坦桑尼亞和科特迪瓦的調查發現，16-34%的男性和一小部分的女性（未公佈）有參與婚外性行為。另外，調查發現尼日利亞有47-53%的男性和18-36%的女性有參與婚外性行為。
一份1999年在津巴布韋有關已婚和同居的研究發現38%的男性和13%的女性曾在研究進行前12個月發生婚外或同居二人關係以外的性接觸。

## 人類單配偶制在演化過程和歷史發展：先天還是後天

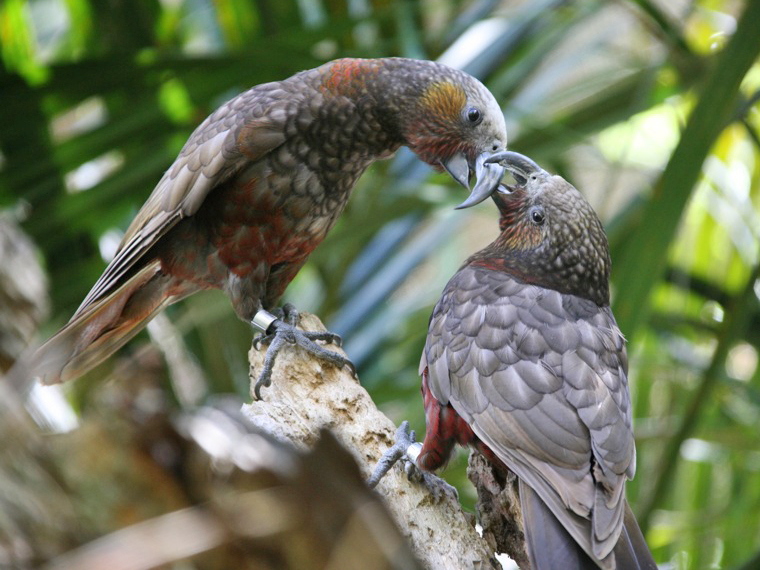
一對在紐西蘭奧克蘭動物園的紐西蘭卡卡鳥（New Zealand Kaka）。

### 生物立論
出現都有單配偶制，特別指社交單配偶制的制度，所以有必要明白有關的婚姻制度如何隨時間而改變。不同動物的單配偶交配制度裡，有三大種元素：父本照料、資源獲取和配偶選擇。 在人類，單配偶制的主要理論為父本照料和極端的生態壓力。
從古人類學和基因研究提供兩個單配偶制是何時從人類開始演化而成：古人類學家指稱初步證據發現單配偶制可能在很早期的人類歷史已經出現，而基因研究結論得出單配偶制相對比較近期（約十萬至二十萬年前）在研發出來。

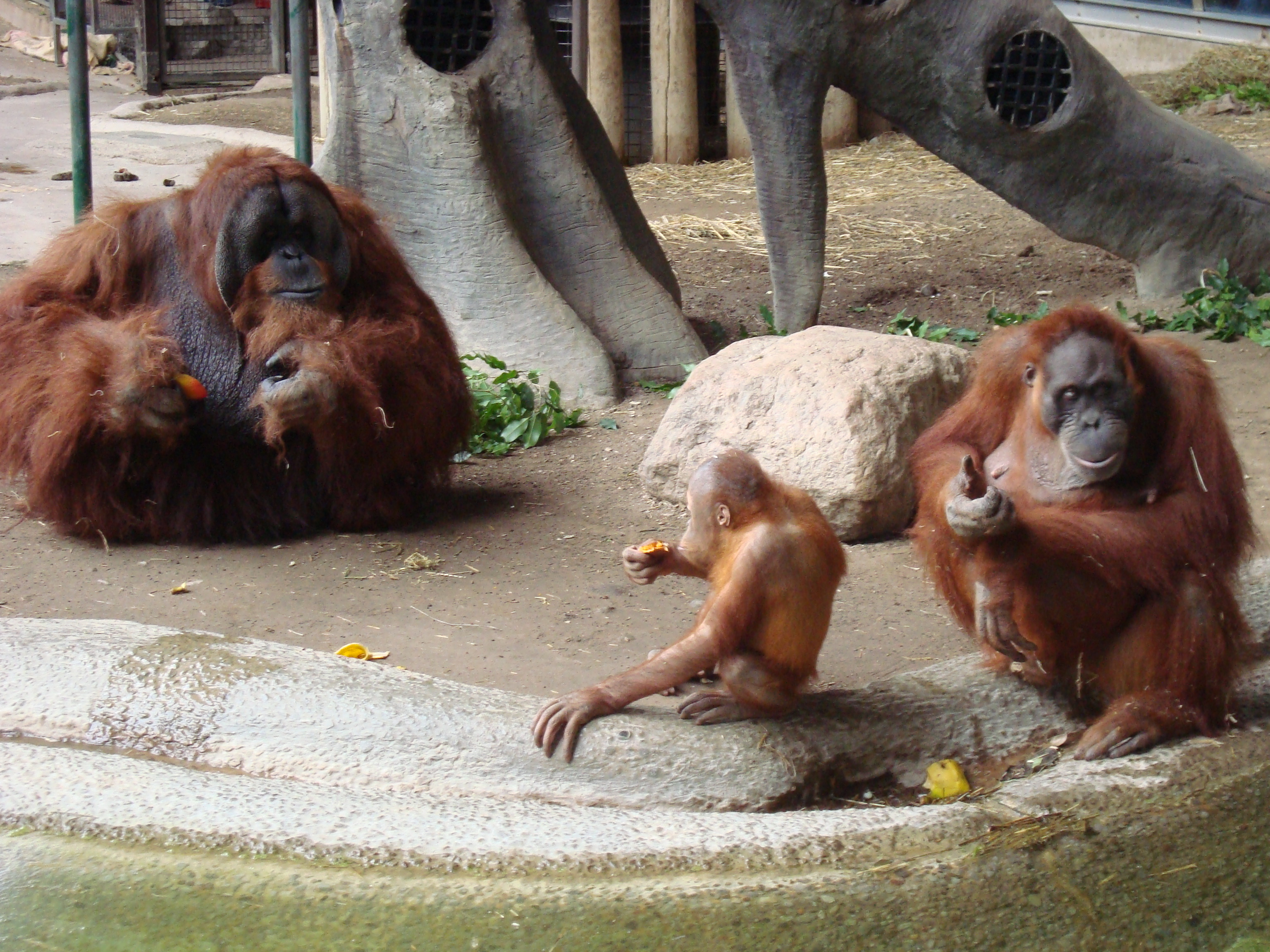
雄性的紅毛猩猩不但不是單配偶制的動物，它們更會與其他雄性爭鬥與雌性交配的機會。

古人類學家估計單配偶制的演化時序建基於從化石記錄發現的兩性異型。一般而言，單配偶動物交配時，兩雄為爭取與雌性交配所發生爭鬥頻率減低，雙雙導致兩性異型出現的減少。  雲路和他人（Reno et al.）的研究指，從牙齒和顱後形貌發現，生活在390萬至300萬年前的人類祖先阿法南方古猿和人類的兩性異型相約。 研究員雖然沒有特別指出原始人類是單配偶動物，卻提出在古猿中的兩性異型的程度相對減低「不代表（古猿）奉行單配偶制的機會比一夫多妻制低」。 但另一個由哥頓、格連和烈治文（Gordon, Green and Richmond）研究古猿的顱後時發現，古猿的兩性異型比人類和黑猩猩高，與紅毛猩猩和大猩猩相約。
另外亦發現，生活在230萬年前的能人（Homo habilis）是早期的人科動物中最具有兩性異型的。 
人類在單配偶制上演化的基因證據雖然複雜，但比較容易解釋。約八萬至十萬年前，當人類（不包括其他人科動物）數量上升時，同時開始離開非洲一帶的時候，從線粒體DNA中發現，女性的有效種群大小（指成功繁殖並因而能延續其基因庫）上升時，男性的有效種群大小（從Y染色體的觀察）沒有跟隨上升。這一直維持到18,000年前，直至耕作時代的開展。這表示直至18,000年前，女性能與男性繁殖交配的選擇不多。

### 文化立論

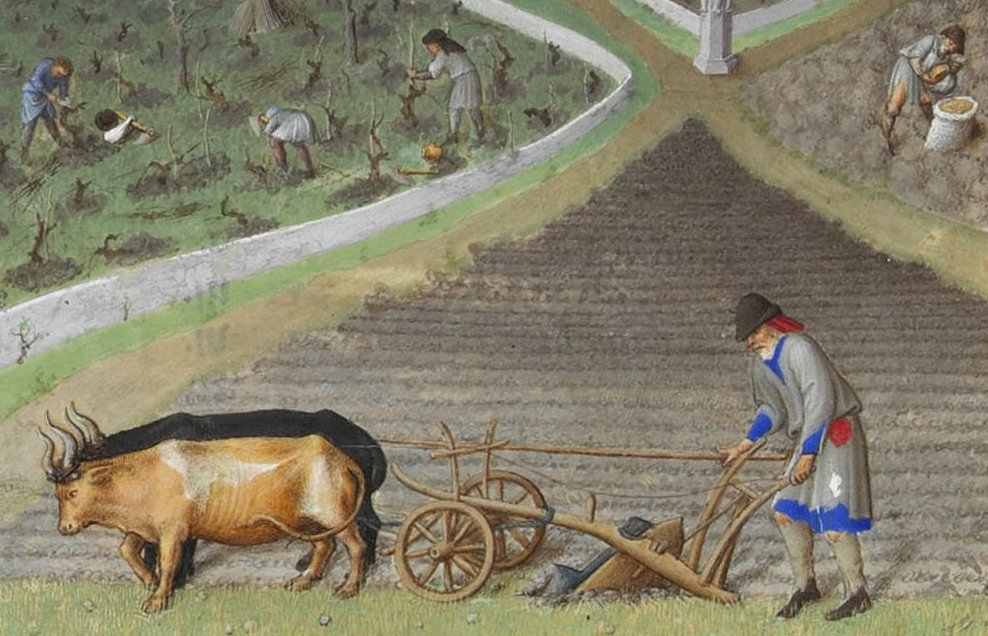
Plough agriculture. The castle in the background is Lusignan. Detail from the calendar Les très riches heures from the 15th century. This is a detail from the painting for March.

人類不被限制於性關係單配偶制或基因單配偶制的生活模式之內，但因受文化發展的影響，在不同環境下都出現社交單配偶制的生活模式。這些文化發展可能與人類在繁殖能力的發展所得來的成功無直接關係。人類學家哥迪（Jack Goody）利用《人種學圖集》做了一個比較研究，發現在東至日本、西至愛爾蘭等多個歐亞地區中的社群裡多奉行社交單配偶制、性關係單配偶制和嫁妝禮儀。而在那些社群中，單配偶制被視為是一種文法結合。 哥迪提出這些社群中的文化結合與當地發展密集式農業耕作有著統計上的關連。